# Netvořice
Netvořice är en köping i Tjeckien.   Den ligger i regionen Mellersta Böhmen, i den centrala delen av landet, 30 km söder om huvudstaden Prag. Netvořice ligger 358 meter över havet och antalet invånare är 1 060.
Terrängen runt Netvořice är platt åt sydost, men åt nordväst är den kuperad. Terrängen runt Netvořice sluttar norrut. Runt Netvořice är det ganska glesbefolkat, med 32 invånare per kvadratkilometer. Närmaste större samhälle är Benešov, 12,7 km öster om Netvořice. Omgivningarna runt Netvořice är en mosaik av jordbruksmark och naturlig växtlighet.